# Eparchie ulan-udenská
Eparchie Ulan-Ude je eparchie ruské pravoslavné církve nacházející se v Rusku.

## Území a titul biskupa
Zahrnuje správní hranice území městského okruhu Ulan-Ude, také Bičurského, Džidinského, Zaigrajevského, Zakamenského, Ivolginského, Kabanského, Kjachtinského, Muchoršibirského, Okinského, Pribajkalského, Selenginského, Tarbagatajského a Tunkinského rajónu Burjatska.
Eparchiálnímu biskupovi náleží titul biskup ulan-udenský a burjatský

## Historie
V létě 1929 navrhl čitský biskup Jevsevij (Rožděstvenskij) aby se město Verchněudinsk (dnes Ulan-Ude) stalo sídlem selenginského biskupského vikáře. Následně navrhl zřízení samostatné eparchie v rámci Burjatské autonomní sovětské socialistické republiky.
Dne 5. října 1933 se prvním biskupem stal Ioannikij (Popov). Dne 11. října 1934 byl penzionován a nebyl jmenován jeho nástupce.
Po zrušení eparchie se její území stalo součástí čitské eparchie. Po zrušení čitské eparchie roku 1948 bylo území převedeno k irkutské eparchii. Dne 21. dubna 1994 došlo k obnovení čitské eparchie.
V dubnu 2007 navrhl starosta Ulan-Ude Gennadij Ajdajev zřízení eparchie.
V červenci 2009 se prezident Burjatska Vjačeslav Vladimirovič Nagovicyn obrátil na patriarchu Kirilla s žádostí o vytvoření samostatné pravoslavné eparchie v republice, podobný dopis byl zaslán biskupovi čitskému Jevstafiju (Jevdokimovi).
Dne 10. října 2009 byla rozhodnutím Svatého synodu zřízena z části území čitské eparchie nová eparchie ulan-udenská. Novou eparchii tehdy tvořilo asi 70 farností a méně než 30 duchovních.
Dne 5. května 2015 byla rozhodnutím Svatého synodu zřízena z části jejího území nová eparchie severobajkalská. Obě se staly součástí nově vzniklé burjatské metropole.

## Seznam biskupů

### Eparchie verchněudinská
- 1933–1934 Ioannikij (Popov)

### Eparchie ulan-udenská
- 2009–2020 Savvatij (Antonov)
- od 2020 Iosif (Balabanov)